# 維沙河
維沙河是俄羅斯的河流，屬於茨納河的右支流，由奔薩州、莫爾多瓦共和國、梁贊州負責管轄，河道全長179公里，流域面積約4,570平方公里，河水主要來自雨水和融雪，每年十一月至翌年四月結冰。